# Фридрих принц фон Анхалт-Десау
Фридрих фон Анхалт-Десау (на немски: Friedrich von Anhalt-Dessau; * 27 декември 1769 в Десау; † 27 май 1814 също там) от фамилията Аскани е наследствен принц от княжество Анхалт-Десау.
Той е единственото брачно родено дете на княз Леополд III фон Анхалт-Десау (1740–1817) и съпругата му Луиза фон Бранденбург-Шведт (1750–1811), дъщеря на маркграф Фридрих Хайнрих фон Бранденбург-Шведт.
От 1788 г. той е офицер на пруска служба и напуска през началото на януари 1794 г. като генералмайор. Фридрих умира преди баща си. Неговият най-голям син става княз на Анхалт-Десау.

## Деца
Фридрих се жени на 12 юни 1792 г. в Хомбург за Амалия фон Хесен-Хомбург (1774–1846), дъщеря на ландграф Фридрих V фон Хесен-Хомбург и Каролина фон Хесен-Дармщат. Двамата имат децата:
- Августа (1793–1854)

∞ 1816 княз Фридрих Гюнтер фон Шварцбург-Рудолщат (1793–1867)
- Леополд IV Фридрих (1794–1871), херцог на Анхалт

∞ 1818 принцеса Фридерика Пруска (1796–1850)
- Георг (1796–1865)

∞ 1. 1825 принцеса Каролина фон Шварцург-Рудолщат (1804–1829)
∞ 2. 1831 (морганатично) Тереза Емма фон Ердмансдорф (1807–1848), „графиня на Рейна“ 1831
- Паул (*/† 1797)
- Луиза (1798–1858)

∞ 1818 ландграф Густав фон Хесен-Хомбург (1781–1848)
- Фридрих Август (1799–1864)

∞ 1832 принцеса Мария фон Хесен-Касел (1814–1895)
- Вилхелм (1807–1864)

∞ 1840 морганатично Емилия Клауснитцер (1812–1888), „фрайфрау фон Столценберг“ 1842